# Таранов Андрій Іванович
Андрі́й Іва́нович Тара́нов (нар. 19 грудня 1966, Чита — 18 вересня 2016, Київ) — український військовик. Був заступником Глави Адміністрації Президента України з 26 грудня 2014 (відповідальний за роботу з правоохоронними органами). Генерал-лейтенант.

## Життєпис
Закінчив Київське вище загальновійськове командне училище ім. М. В. Фрунзе, 1988 р., «Командна тактика мотострілецьких військ», перекладач-референт англійської мови, Академію Збройних сил України (магістр військового управління) та Українську академію зовнішньої торгівлі (магістр із зовнішньоекономічної діяльності).
З початку Війни на сході України займався підготовкою підрозділів Збройних сил України та Міністерства внутрішніх справ за спеціалізаціями «Організація роботи штабів» та «Організація розвідки».
Мав досвід роботи в СБУ, брав участь у бойових діях в Югославії у складі миротворчого контингенту ООН, а також займав посаду аташе з питань оборони при Посольстві України в Державі Ізраїль.
Від вересня 2014 року працював Першим заступником начальника Департаменту контррозвідки Служби безпеки України. До цього призначення півроку був радником Міністра доходів і зборів України.

Могила Андрія Таранова

Загинув 18 вересня 2016 року в м. Києві на Дніпрі в районі Гаванського моста в результаті зіткнення гідроцикла, яким він керував, з вантажною баржею. Похований в Києві на Байковому кладовищі (ділянка № 33).

## Нагороди та відзнаки
- кавалер ордену «За мужність» III ступеня
- Нагрудні знаки СБУ «Хрест Доблесті» II та I ступеня.